# プロソポグラフィ
プロソポグラフィ（英: Prosopography, プロソポグラフィーとも表記）とは主として西洋古典歴史学で用いられる歴史学研究法である。
語源は古代ギリシア語で「人物」という意味のプロソーポン (πρόσωπον) と「記述」という意味のグラフィアー (γραφία) とを合わせた造語で、「身元調べ」や「人別帳」の意味となるが、日本においては現在のところ定着した訳語はない。また、古典ギリシア語においてもこの語の用例は確認できていない。最初の用例は1743年にゴドフレドゥスが校定したテオドシウス法典の巻末付録に見出されるという。

## プロソポグラフィを用いた歴史研究
実際の作業は総合的な経歴調査である。対象とする社会に現れる人物の生没年時、出生地、婚姻の有無、家族構成、住所、学歴、財産、職業及び職歴、宗教など一定の項目に関する伝記資料を収集・整理し、それをもとに政治や社会の問題を考察する。
研究には大きな二つの流れがあり、一つは指導者と関連する人物の相互関係として扱い、それらについての血縁や人脈を詳細に追う事例研究が中心である。もう一つは世論の動向に関心を置き、思想と環境と政治的・宗教的行動との関係を取り上げ、事例研究よりも統計資料の活用を中心としている。

## プロソポグラフィを用いた歴史研究の発展
プロソポグラフィ研究の基礎となる、長い間に蓄積されてきた役職者名簿，系図，人名事典等が19世紀末までに整理されたことによって、20世紀に入り急速に発展した。
歴史研究でプロソポグラフィを用いて最初に成果をあげたのは、1913年に「アメリカ合衆国憲法の経済的解釈」で合衆国憲法の成立を建国者たちの経済的，階級的利害の分析によって論じたアメリカのチャールズ・ビアードであるといわれている。同じくアメリカのアーサー・パーシヴァル・ニュートンは経済的関係だけでなくビアードの研究では顧みられていなかった親類関係の要因を取り上げ、さらなるプロソポグラフィの活用を試みている。
プロソポグラフィを用いた歴史研究を大きく発展させたのがイギリスのルイス・バーンスタイン・ネイミアとロナルド・サイムである。ネイミアとサイムは詳細な事例研究を行い、親類縁故，仕事上の付き合い，恩典の貸し借りなどの人物の利害を解明し、プロソポグラフィを用いた歴史の重要問題の見直しを行った。ネイミアとサイムの研究は、その後の歴史研究に大きな影響を及ぼし、事例研究と統計処理はさまざまな分野に採用されることとなった。

## プロソポグラフィを用いた歴史研究の課題

### 史料の問題
プロソポグラフィ研究は史料の量と質の制約を大きく受ける。特に研究の基礎となる記録が乏しい近代以前はその傾向が顕著である。また調査によってわかることには限界がある。（例えば、史料に現れない人物の存在など）
また、社会的地位の低い者ほど資料に痕跡を残すことが少ない。既成の秩序に反抗して取締りを受けた少数の者だけは例外的に資料の多い場合があり、これらの点には慎重に注意を払わなければならない。さらに、経済的な利害は様々にぶつかり合い、たとえ親類関係があっても対立抗争する例は少なくないことから史料の解釈には注意をはらわなければいけない。

### 歴史理解に関わる問題
歴史を支配層を中心としてみる傾向があるということも課題の一つである。サイムは「どのような政治体制のもとでも、寡頭政が陰にひそんでいる。」と述べているが重要な変化が下層において進行するということはありうる。政治の運動、とくに革命を、指導者の研究だけで説明しきることは不可能である。人間の利害関係のみを見て、思想や心情といった面についての配慮を欠いている点については多くの研究者が指摘している。